# Zoe Wees

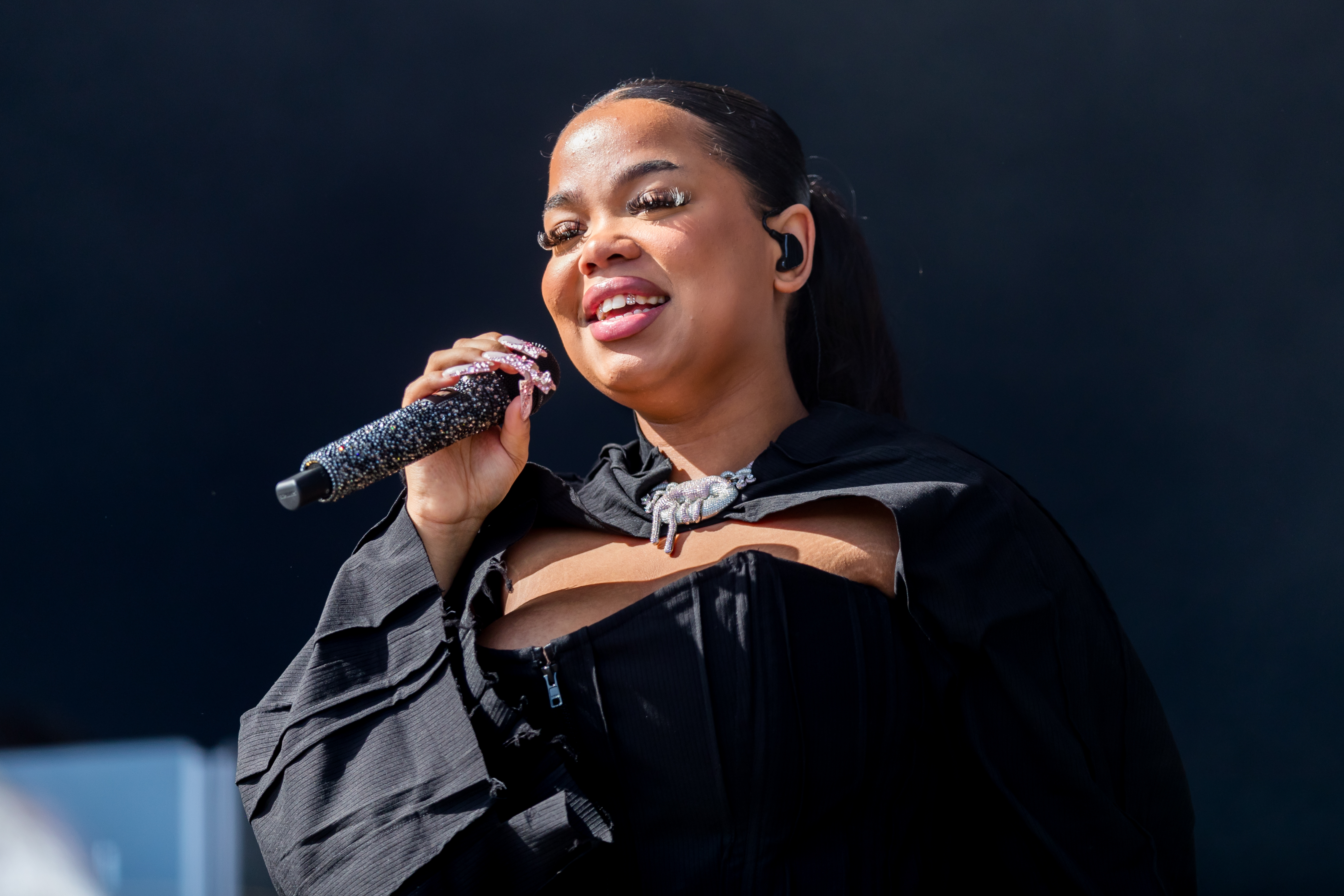
Zoe Wees (2023)

Zoe Wees (* 13. Mai 2002 in Hamburg) ist eine deutsche Sängerin und Songwriterin. Sie wurde 2020 mit dem Song Control bekannt.

## Privates, Jugend und Ausbildung
Zoe Wees wurde 2002 in Hamburg geboren. Sie wuchs in Dulsberg bei ihrer alleinerziehenden Mutter auf und besuchte dort die Grund- und Stadtteilschule Alter Teichweg. Ihren Vater lernte sie im Alter von 16 Jahren kennen. In ihrer Kindheit trat bei Zoe Wees eine Rolando-Epilepsie auf.
Mit 12 Jahren begann sie, Gesangsunterricht zu nehmen. Wees wurde bereits in der Schule von ihrem Musiklehrer Nils gefördert, der heute ihr Manager ist.
Nach ihrem Schulabschluss konzentrierte sie sich auf ihre Musikkarriere. Anfangs sprach die Sängerin bei öffentlichen Auftritten nur Englisch und kein Deutsch: „Ich spreche Deutsch, wenn ich muss, und Englisch, wenn ich mich wohlfühle.“ Mittlerweile macht sie ihre Ansagen bei Konzerten auch auf Deutsch, singt aber nur auf Englisch.

## Künstlerischer Werdegang
Anfang 2017 nahm Wees an der 5. Staffel der Musik-Castingshow The Voice Kids teil. In den „Blind Auditions“ stieß Wees zum Team von Popsänger Sasha. In den „Sing-Offs“, der dritten von fünf Phasen im Wettbewerb, schied Wees aus. Während der Castingshow traf Wees auf den britischen Singer-Songwriter Ed Sheeran, der sich von ihr beeindruckt zeigte.
Laut Wees sei es ihre Idee gewesen, „über eine Castingshow in die Musikbranche einzusteigen“. Dies habe zwar Spaß gemacht, aber letztlich sei es für sie reizvoller gewesen, aus eigener Kraft eine Karriere aufzubauen. Dafür nutzte Wees Instagram und TikTok, auf denen sie mit Coverversionen von unter anderem Lewis Capaldi, James Bay oder Leonard Cohen auf sich aufmerksam machte. 2018 begann Wees in Hamburg mit dem Produzententeam Patrick Pyke Salmy und Ricardo Muñoz sowie den Songwritern Emma Rosen und René Miller zusammenzuarbeiten.

### Erste SingleControl
Bis Anfang 2020 hatte Wees rund 120.000 Follower angesammelt. Ende März 2020 veröffentlichte sie ihre Debüt-Single Control. In der Piano-Ballade verarbeitet Wees ihre Kindheit mit Rolando-Epilepsie. Das Lied sei ein Dankeschön an ihre ehemalige Lehrerin, die ihr eine große Hilfe gewesen sei. Die Single stieg im Mai 2020 auf Platz 96 der Schweizer Hitparade ein, und wurde auf Rang 63 auch erstmals in den deutschen Singlecharts gelistet. In den folgenden Wochen erreichte der Song auch Platzierungen in den österreichischen Charts und den Ultratop-Charts in Belgien. Neben den Charterfolgen entdeckten unter anderem auch britische und französische Medien den Song für sich.

### Weitere Singles und erstes Album
Im Januar 2021 erschien Wees’ Single Girls like Us, gefolgt von der Single Ghost im April 2021. Im Mai 2021 veröffentlichte sie ihre erste EP, Golden Wings. Im selben Monat trat sie mit Girls like Us im Finale der 16. Staffel von Germany’s Next Topmodel auf. Im September 2021 veröffentlichte sie die Single That’s How It Goes, ein Feature mit dem Rapper 6LACK.
Im Mai 2022 erschien die Single Do It Better, bei dem Wees als Featuring an der Seite des deutschen DJs Felix Jaehn zu hören ist. Das Stück über Selbstbewusstsein erreichte Rang 69 der deutschen Singlecharts. Seit Dezember 2022 ist eine Wachsfigur von Wees bei Madame Tussauds in Berlin ausgestellt. Im November 2023 erschien ihr erstes Album Therapy.
Im Februar 2024 veröffentlichte Wees mit Never Be Lonely eine gemeinsame Single mit dem britischen DJ Jax Jones. Damit landete sie im Folgemonat ihren zweiten Charthit in den britischen Charts.

## Diskografie

### Studioalben
| Jahr | Titel Musiklabel              | Höchstplatzierung, Gesamtwochen, AuszeichnungChartplatzierungen (Jahr, Titel, Musiklabel, Platzierungen, Wochen, Auszeichnungen, Anmerkungen) | Höchstplatzierung, Gesamtwochen, AuszeichnungChartplatzierungen (Jahr, Titel, Musiklabel, Platzierungen, Wochen, Auszeichnungen, Anmerkungen) | Höchstplatzierung, Gesamtwochen, AuszeichnungChartplatzierungen (Jahr, Titel, Musiklabel, Platzierungen, Wochen, Auszeichnungen, Anmerkungen) | Höchstplatzierung, Gesamtwochen, AuszeichnungChartplatzierungen (Jahr, Titel, Musiklabel, Platzierungen, Wochen, Auszeichnungen, Anmerkungen) | Höchstplatzierung, Gesamtwochen, AuszeichnungChartplatzierungen (Jahr, Titel, Musiklabel, Platzierungen, Wochen, Auszeichnungen, Anmerkungen) | Anmerkungen                            |
| Jahr | Titel Musiklabel              | DE | AT | CH | UK | US | Anmerkungen                            |
| ---- | ----------------------------- | --- | --- | --- | --- | --- | -------------------------------------- |
| 2023 | Therapy Capitol Records (UMG) | DE15 (2 Wo.)DE | AT43 (1 Wo.)AT | CH12 (2 Wo.)CH | — | — | Erstveröffentlichung: 3. November 2023 |

### EPs
| Jahr | Titel Musiklabel                   | Höchstplatzierung, Gesamtwochen, AuszeichnungChartplatzierungen (Jahr, Titel, Musiklabel, Platzierungen, Wochen, Auszeichnungen, Anmerkungen) | Höchstplatzierung, Gesamtwochen, AuszeichnungChartplatzierungen (Jahr, Titel, Musiklabel, Platzierungen, Wochen, Auszeichnungen, Anmerkungen) | Höchstplatzierung, Gesamtwochen, AuszeichnungChartplatzierungen (Jahr, Titel, Musiklabel, Platzierungen, Wochen, Auszeichnungen, Anmerkungen) | Höchstplatzierung, Gesamtwochen, AuszeichnungChartplatzierungen (Jahr, Titel, Musiklabel, Platzierungen, Wochen, Auszeichnungen, Anmerkungen) | Höchstplatzierung, Gesamtwochen, AuszeichnungChartplatzierungen (Jahr, Titel, Musiklabel, Platzierungen, Wochen, Auszeichnungen, Anmerkungen) | Anmerkungen                                           |
| Jahr | Titel Musiklabel                   | DE | AT | CH | UK | US | Anmerkungen                                           |
| ---- | ---------------------------------- | --- | --- | --- | --- | --- | ----------------------------------------------------- |
| 2021 | Golden Wings Capitol Records (UMG) | DE31 (1 Wo.)DE | — | CH28 Gold · (2 Wo.)CH | — | — | Erstveröffentlichung: 21. Mai 2021 Verkäufe: + 10.000 |

### Singles
| Jahr | Titel Album                          | Höchstplatzierung, Gesamtwochen, AuszeichnungChartplatzierungen (Jahr, Titel, Album, Platzierungen, Wochen, Auszeichnungen, Anmerkungen) | Höchstplatzierung, Gesamtwochen, AuszeichnungChartplatzierungen (Jahr, Titel, Album, Platzierungen, Wochen, Auszeichnungen, Anmerkungen) | Höchstplatzierung, Gesamtwochen, AuszeichnungChartplatzierungen (Jahr, Titel, Album, Platzierungen, Wochen, Auszeichnungen, Anmerkungen) | Höchstplatzierung, Gesamtwochen, AuszeichnungChartplatzierungen (Jahr, Titel, Album, Platzierungen, Wochen, Auszeichnungen, Anmerkungen) | Höchstplatzierung, Gesamtwochen, AuszeichnungChartplatzierungen (Jahr, Titel, Album, Platzierungen, Wochen, Auszeichnungen, Anmerkungen) | Anmerkungen                                                                   |
| Jahr | Titel Album                          | DE | AT | CH | UK | US | Anmerkungen                                                                   |
| ---- | ------------------------------------ | --- | --- | --- | --- | --- | ----------------------------------------------------------------------------- |
| 2020 | Control Therapy                      | DE31 Platin · (43 Wo.)DE | AT28 Gold · (19 Wo.)AT | CH11 ×4Vierfachplatin · (50 Wo.)CH | UK— GoldUK | US— PlatinUS | Erstveröffentlichung: 27. März 2020 Verkäufe: + 2.708.333                     |
| 2021 | Girls like Us Therapy                | DE9 Platin · (40 Wo.)DE | AT10 (26 Wo.)AT | CH3 ×3Dreifachplatin · (45 Wo.)CH | — | — | Erstveröffentlichung: 15. Januar 2021 Verkäufe: + 755.000                     |
| 2021 | Ghost Golden Wings (EP)              | DE— aDE | — | — | — | — | Erstveröffentlichung: 19. April 2021                                          |
| 2021 | Hold Me Like You Used To Therapy     | — | — | — | — | — | Erstveröffentlichung: 23. Juli 2021                                           |
| 2021 | That’s How It Goes Therapy           | — | — | — | — | — | Erstveröffentlichung: 24. September 2021 feat. 6lack                          |
| 2022 | Lonely –                             | — | — | — | — | — | Erstveröffentlichung: 18. März 2022                                           |
| 2022 | Third Wheel Therapy                  | — | — | — | — | — | Erstveröffentlichung: 8. Juli 2022                                            |
| 2022 | Daddy’s Eyes Therapy                 | — | — | — | — | — | Erstveröffentlichung: 23. September 2022                                      |
| 2022 | All I Want (For Christmas) –         | DE40 (5 Wo.)DE | — | — | UK64 (2 Wo.)UK | — | Erstveröffentlichung: 10. November 2022 Amazon-Original; Original: Liam Payne |
| 2023 | Don’t Give Up Therapy                | DE— bDE | — | — | — | — | Erstveröffentlichung: 14. April 2023                                          |
| 2023 | Lightning Therapy                    | — | — | — | — | — | Erstveröffentlichung: 18. August 2023                                         |
| 2023 | Sorry for the Drama Therapy          | — | — | — | — | — | Erstveröffentlichung: 6. Oktober 2023                                         |
| 2024 | Never Be Lonely –                    | DE44 (13 Wo.)DE | — | — | UK41 Silber · (10 Wo.)UK | — | Erstveröffentlichung: 9. Februar 2024 Verkäufe: + 250.000; mit Jax Jones      |
| 2024 | Mountains –                          | — | — | — | — | — | Erstveröffentlichung: 10. Mai 2024 mit Jonas Blue & Galantis                  |
| 2025 | Traitor –                            | — | — | — | — | — | Erstveröffentlichung: 17. Januar 2025                                         |
| 2025 | Keep Your Lamp Trimmed and Burning – | — | — | — | — | — | Erstveröffentlichung: 2. März 2025 mit Aaron Gilhuis                          |
| 2025 | Hello Again –                        | — | — | — | — | — | Erstveröffentlichung: 4. April 2025                                           |
| 2025 | Learn to Love –                      | — | — | — | — | — | Erstveröffentlichung: 25. Juli 2025 mit Dean Lewis                            |

### Singles als Gastmusikerin
| Jahr | Titel Album                     | Höchstplatzierung, Gesamtwochen, AuszeichnungChartplatzierungen (Jahr, Titel, Album, Platzierungen, Wochen, Auszeichnungen, Anmerkungen) | Höchstplatzierung, Gesamtwochen, AuszeichnungChartplatzierungen (Jahr, Titel, Album, Platzierungen, Wochen, Auszeichnungen, Anmerkungen) | Höchstplatzierung, Gesamtwochen, AuszeichnungChartplatzierungen (Jahr, Titel, Album, Platzierungen, Wochen, Auszeichnungen, Anmerkungen) | Höchstplatzierung, Gesamtwochen, AuszeichnungChartplatzierungen (Jahr, Titel, Album, Platzierungen, Wochen, Auszeichnungen, Anmerkungen) | Höchstplatzierung, Gesamtwochen, AuszeichnungChartplatzierungen (Jahr, Titel, Album, Platzierungen, Wochen, Auszeichnungen, Anmerkungen) | Anmerkungen                                                                       |
| Jahr | Titel Album                     | DE | AT | CH | UK | US | Anmerkungen                                                                       |
| ---- | ------------------------------- | --- | --- | --- | --- | --- | --------------------------------------------------------------------------------- |
| 2019 | Hibernating –                   | — | — | — | — | — | Erstveröffentlichung: 26. Juli 2019 Moonbootica feat. Zoe Wees                    |
| 2020 | Wait for You –                  | — | — | — | — | — | Erstveröffentlichung: 11. September 2020 Tom Walker feat. Zoe Wees                |
| 2021 | Love Me Now Thrill of the Chase | DE69 (3 Wo.)DE | AT62 Gold · (2 Wo.)AT | CH28 (4 Wo.)CH | — | — | Erstveröffentlichung: 13. August 2021 Verkäufe: + 95.000; Kygo feat. Zoe Wees     |
| 2022 | Do It Better –                  | DE69 (15 Wo.)DE | AT— GoldAT | — | — | — | Erstveröffentlichung: 27. Mai 2022 Verkäufe: + 55.000; Felix Jaehn feat. Zoe Wees |

## Auszeichnungen für Musikverkäufe
| Goldene Schallplatte - Belgien - 2020: für die Single Control - Brasilien - 2024: für die Single Control - 2024: für die Single Girls like Us - Dänemark - 2023: für die Single Control - Italien - 2021: für die Single Girls like Us - Kanada - 2025: für die Single Girls like Us - Niederlande - 2021: für die Single Control - Norwegen - 2021: für die Single Control - Portugal - 2021: für die Single Control - Spanien - 2024: für die Single Control | Platin-Schallplatte - Brasilien - 2024: für die Single Do It Better - Frankreich - 2024: für die Single Girls like Us - Italien - 2023: für die Single Control - Polen - 2023: für die Single Control - 2024: für die Single Never Be Lonely - Schweden - 2022: für die Single Control - 2023: für die Single Love Me Now 2× Platin-Schallplatte - Kanada - 2023: für die Single Control Diamantene Schallplatte - Frankreich - 2023: für die Single Control |

Anmerkung: Auszeichnungen in Ländern aus den Charttabellen bzw. Chartboxen sind in ebendiesen zu finden.
| Land/RegionAuszeichnungen für Musikverkäufe (Land/Region, Auszeichnungen, Verkäufe, Quellen) | Silber  | Gold       | Platin       | Diamant  | Verkäufe  | Quellen              |
| -------------------------------------------------------------------------------------------- | ------- | ---------- | ------------ | -------- | --------- | -------------------- |
| Belgien (BRMA)                                                                               | —       | Gold1      | —            | —        | 20.000    | ultratop.be          |
| Brasilien (PMB)                                                                              | —       | 2× Gold2   | Platin1      | —        | 80.000    | pro-musicabr.org.br  |
| Dänemark (IFPI)                                                                              | —       | Gold1      | —            | —        | 45.000    | ifpi.dk              |
| Deutschland (BVMI)                                                                           | —       | —          | 2× Platin2   | —        | 800.000   | musikindustrie.de    |
| Frankreich (SNEP)                                                                            | —       | —          | Platin1      | Diamant1 | 533.333   | snepmusique.com      |
| Italien (FIMI)                                                                               | —       | Gold1      | Platin1      | —        | 135.000   | fimi.it              |
| Kanada (MC)                                                                                  | —       | Gold1      | 2× Platin2   | —        | 200.000   | musiccanada.com      |
| Niederlande (NVPI)                                                                           | —       | Gold1      | —            | —        | 40.000    | musikwoche.de        |
| Norwegen (IFPI)                                                                              | —       | Gold1      | —            | —        | 5.000     | musikwoche.de        |
| Österreich (IFPI)                                                                            | —       | 3× Gold3   | —            | —        | 45.000    | musikwoche.de        |
| Polen (ZPAV)                                                                                 | —       | —          | 2× Platin2   | —        | 100.000   | olis.pl              |
| Portugal (AFP)                                                                               | —       | Gold1      | —            | —        | 5.000     | Einzelnachweise      |
| Schweden (IFPI)                                                                              | —       | —          | 2× Platin2   | —        | 160.000   | sverigetopplistan.se |
| Schweiz (IFPI)                                                                               | —       | Gold1      | 7× Platin7   | —        | 150.000   | musikwoche.de        |
| Spanien (Promusicae)                                                                         | —       | Gold1      | —            | —        | 30.000    | elportaldemusica.es  |
| Vereinigte Staaten (RIAA)                                                                    | —       | —          | Platin1      | —        | 1.000.000 | riaa.com             |
| Vereinigtes Königreich (BPI)                                                                 | Silber1 | Gold1      | —            | —        | 600.000   | bpi.co.uk            |
| Insgesamt                                                                                    | Silber1 | 16× Gold16 | 19× Platin19 | Diamant1 |           |                      |

## Künstlerauszeichnungen

### Erhaltene Auszeichnungen
- 2020: New Faces Awards Music (Bunte) – Kategorie: Newcomer[26]
- 2020: New Music Awards – Kategorie: Durchstarterin des Jahres[27]
- 2020: Bravo Otto (Gold) – Kategorie: Newcomer/Breakthrough[28]
- 2021: Preis für Popkultur – Kategorie: Hoffnungsvollste/r Newcomer/in[29]
- 2022: Nickelodeon Kids’ Choice Awards – Kategorie: Lieblings-Ohrwurm Deutschland, Österreich, Schweiz (für Girls like Us)[30]
- 2022: 1 Live Krone – Kategorie: Bester Dance-Song (Do It Better)[31]
- 2023: Radio Regenbogen Award – Kategorie: Künstlerin 2022 National[32]

### Nominierungen
- 2020: 1 Live Krone – Kategorie: Bester Newcomer Act[33]
- 2020: 1 Live Krone – Kategorie: Beste Single[34]
- 2020: NRJ Music Awards – Kategorie: Newcomer des Jahres[35]
- 2021: Nickelodeon Kids’ Choice Awards – Kategorie: Lieblings-Sänger*in Deutschland, Österreich, Schweiz[36]
- 2021: Nickelodeon Kids’ Choice Awards – Kategorie: Lieblings-Ohrwurm Deutschland, Österreich, Schweiz (für Control)[36]
- 2021: MTV Europe Music Awards – Kategorie: Best German Act[37]
- 2021: 1 Live Krone – Kategorie: Beste Künstlerin[38]
- 2021: 1 Live Krone – Kategorie: Beste Single (für Girls like Us)[38]
- 2022: Nickelodeon Kids’ Choice Awards – Kategorie: Lieblings-Sänger*in Deutschland, Österreich, Schweiz[30]
- 2022: Bravo Otto – Kategorie: Sänger*in national[39]
- 2023: Nickelodeon Kids’ Choice Awards – Kategorie: Lieblings-Sänger*in Deutschland, Österreich, Schweiz[40]